# Зефетал
Зефетал (њем. Seevetal) општина је у њемачкој савезној држави Доња Саксонија. Једно је од 42 општинска средишта округа Харбург. Према процјени из 2010. у општини је живјело 41.560 становника. Посједује регионалну шифру (AGS) 3353031.

## Географски и демографски подаци
Зефетал се налази у савезној држави Доња Саксонија у округу Харбург. Општина се налази на надморској висини од 3 – 70 метара. Површина општине износи 105,2 km². У самом мјесту је, према процјени из 2010. године, живјело 41.560 становника. Просјечна густина становништва износи 395 становника/km².

## Међународна сарадња
| Мјесто | Држава | Врста сарадње | Од    |
| ------ | ------ | ------------- | ----- |
|        | САД    | партнерство   | 1975. |
| Извор  |        |               |       |